# Утяшкинское сельское поселение (Зеленодольский район)
Утяшкинское се́льское поселе́ние — муниципальное образование в Зеленодольском районе Татарстана Российской Федерации.
Административный центр — село Утяшки.

## История
Статус и границы сельского поселения установлены Законом Республики Татарстан от 31 января 2005 года № 24-ЗРТ «Об установлении границ территорий и статусе муниципального образования "Зеленодольский муниципальный район" и муниципальных образований в его составе».

## Население
| 2010 | 2011 | 2012 | 2013 | 2014 | 2015 | 2016 |
| ---- | ---- | ---- | ---- | ---- | ---- | ---- |
| 400  | ↗401 | ↘389 | ↘380 | ↘363 | ↘355 | ↘351 |
| 2018 |      |      |      |      |      |      |
| ↘348 |      |      |      |      |      |      |

## Состав сельского поселения
| № | Населённый пункт | Тип населённого пункта       | Население |
| - | ---------------- | ---------------------------- | --------- |
| 1 | Бузаево          | село                         |           |
| 2 | Кубня            | железнодорожная станция      |           |
| 3 | Луковское        | деревня                      |           |
| 4 | Тенибяково       | деревня                      |           |
| 5 | Утяково          | деревня                      |           |
| 6 | Утяшки           | село, административный центр |           |